# College Football Saison 2018
Die College Football Saison 2018 war die 149. Saison im College Football in der National Collegiate Athletic Association (NCAA). Vom 25. August 2018 bis zum 8. Dezember 2018 wurde die Regular Season ausgetragen. Die Postseason begann am 15. Dezember 2018 und endete am 7. Januar 2019 mit dem College Football Playoff National Championship Game im Levi’s Stadium in Santa Clara (Kalifornien).

## Offseason

### Conference-Wechsel
| College                 | Alte Conference | Neue Conference |
| ----------------------- | --------------- | --------------- |
| Idaho Vandals           | Sun Belt        | Big Sky (FCS)   |
| New Mexico State Aggies | Sun Belt        | FBS Independent |
| Liberty Flames          | Big South (FCS) | FBS Independent |

Nach der Saison 2017 verließen 2 Teams die Sun Belt Conference. Die Idaho Vandals zogen ihr Team aus der Division I - Bowl Subdivision (FBS) zurück und schlossen sich der Big Sky Conference in der Division I - Championship Subdivision (FCS) an. Die New Mexico State Aggies nahm als FBS Independent an der Saison teil. Die Liberty Flames begannen einen Zwei-Jahres-Prozess um aus Big South Conference der FCS in die höherklassige FBS zu wechseln. Auch sie traten als FBS Independent an. Somit stieg die Anzahl der Teams ohne feste Conference Zuordnung auf sechs Teams.

### Regeländerungen
Für Saison 2018 wurden von der NCAA unter anderem die folgenden Regeländerungen beschlossen:
- Ein Fair Catch bei einem Kickoff resultiert in einem Touchback, der Ball wird an der 25-Yard-Linie platziert.
- Blocks von Offensivspielern unterhalb der Taille sind ab 5-Yards über der Line of Scrimmage verboten.
- Mit Ausnahme von Interior Offensive Line Spielern (Guard und Center) müssen alle Blocks frontal ausgeführt werden.
- Zwischen Touchdown und PAT oder Two-Point Conversion sowie nach einem Kickoff beträgt die Play Clock 40 Sekunden.
- Es gibt einen 10-second runoff, wenn innerhalb der letzten Minute jeder Halbzeit ein Review zu einer geänderten Entscheidung führt und bei korrekter Entscheidung die Spieluhr weitergelaufen wäre. Dies kann dies durch ein Timeout verhindert werden.
- Strafen während eines verwandelten Field Goals können bei dem darauffolgenden Kickoff angewandt werden.

### „Redshirt“-Regel
Spieler können von nun an in bis zu vier Spielen antreten ohne eins ihrer maximal vier Jahre Spielberechtigung zu verlieren. Damit soll ermöglicht werden, dass verletzte Spieler ein weiteres Jahr spielberechtigt sind.

## Regular Season

### Kickoff-Spiele
In Woche 1 fanden fünf Kickoff-Spiele an einem neutralen Austragungsort statt (Ranking des AP Poll vor Woche 1):
| Datum        | Spiel                    | Austragungsort                                    | Teams                                                          | Ergebnis                      |
| ------------ | ------------------------ | ------------------------------------------------- | -------------------------------------------------------------- | ----------------------------- |
| 1. September | Texas Kickoff            | NRG Stadium Houston, Texas                        | Ole Miss Rebels (0–0) Texas Tech Red Raiders (0–0)             | Ole Miss 47 Texas Tech 27     |
| 1. September | Chick-fil-A Kickoff Game | Mercedes-Benz Stadium Atlanta, Georgia            | 9 Auburn Tigers (0–0) 6 Washington Huskies (0–0)               | Auburn 21 Washington 16       |
| 1. September | Belk Kickoff Game        | Bank of America Stadium Charlotte, North Carolina | 17 West Virginia Mountaineers (0–0) Tennessee Volunteers (0–0) | West Virginia 40 Tennessee 14 |
| 1. September | Camping World Kickoff    | Camping World Stadium Orlando, Florida            | 1 Alabama Crimson Tide (0–0) Louisville Cardinals (0–0)        | Alabama 51 Louisville 14      |
| 2. September | Advocare Classic         | AT&T Stadium Arlington, Texas                     | 25 LSU Tigers (0–0) 8 Miami Hurricanes (0–0)                   | LSU 33 Miami 17               |

### Top-10-Spiele
Im Rahmen der Regular Season kam es zu insgesamt acht Top-10-Spielen. Das Ranking der ersten 9 Wochen beruht auf dem AP-Poll. Ab Woche 10 wird das College Football Playoff Ranking betrachtet.
| Spielwoche | Austragungsort                               | Teams                                                           | Ergebnis                  |
| ---------- | -------------------------------------------- | --------------------------------------------------------------- | ------------------------- |
| Woche 1    | Mercedes-Benz Stadium Atlanta, Georgia       | 9 Auburn Tigers (0–0) 6 Washington Huskies (0–0)                | Auburn 21 Washington 16   |
| Woche 5    | Beaver Stadium University Park, Pennsylvania | 4 Ohio State Buckeyes (4–0) at 9 Penn State Nittany Lions (4–0) | Ohio St 27 Penn St 26     |
| Woche 5    | Notre Dame Stadium South Bend, Indiana       | 7 Stanford Cardinal (4–0) at 8 Notre Dame Fighting Irish (4–0)  | Stanford 17 Notre Dame 38 |
| Woche 9    | TIAA Bank Field Jacksonville, Florida        | 7 Georgia Bulldogs (6–1) 9 Florida Gators (6–1)                 | Georgia 36 Florida 17     |
| Woche 10   | Tiger Stadium Baton Rouge, Louisiana         | 1 Alabama Crimson Tide (8–0) at 3 LSU Tigers (7–1)              | Alabama 29 LSU 0          |
| Woche 10   | Kroger Field Lexington, Kentucky             | 6 Georgia Bulldogs (7–1) 9 Kentucky Wildcats (7–1)              | Georgia 34 Kentucky 17    |
| Woche 13   | Ohio Stadium Columbus, Ohio                  | 4 Michigan Wolverines (10–1) at 10 Ohio State Buckeyes (10–1)   | Michigan 39 Ohio St 62    |
| Woche 14   | Mercedes-Benz Stadium Atlanta, Georgia       | 1 Alabama Crimson Tide (12–0) 4 Georgia Bulldogs (11–1)         | Alabama 35 Georgia 28     |

### Conference Championship Spiele
Zur Saison 2018 führte die Sun Belt Conference ein eigenes Championship Spiel ein. Damit stellt die Saison 2018 die erste Spielzeit dar, in der in jeder Conference ein eigenständiges Championship Spiel ausgetragen wurde, um den Conference-Champion zu ermitteln.
| Conference     | Datum        | Austragungsort                                     | Teams                                                              | Ergebnis                        |
| -------------- | ------------ | -------------------------------------------------- | ------------------------------------------------------------------ | ------------------------------- |
| Mid-American   | 30. November | Ford Field Detroit, Michigan                       | Northern Illinois Huskies (7–5) Buffalo Bulls (10–2)               | Northern Illinois 30 Buffalo 29 |
| Pac-12         | 30. November | Levi’s Stadium Santa Clara, Kalifornien            | 11 Washington Huskies (9–3) 17 Utah Utes (9–3)                     | Washington 10 Utah 3            |
| Big 12         | 1. Dezember  | AT&T Stadium Arlington, Texas                      | 5 Oklahoma Sooners (11–1) 14 Texas Longhorns (9-3)                 | Oklahoma 39 Texas 27            |
| Sun Belt       | 1. Dezember  | Kidd Brewer Stadium Boone, North Carolina          | Appalachian State Mountaineers (9–2) Louisiana Ragin' Cajuns (7–5) | App St 30 Louisiana 19          |
| Conference USA | 1. Dezember  | Johnny "Red" Floyd Stadium Murfreesboro, Tennessee | UAB Blazers (9–3) Middle Tennessee Blue Raiders (8–4)              | UAB 27 Middle Tennessee 25      |
| AAC            | 1. Dezember  | Spectrum Stadium Orlando, Florida                  | 8 UCF Knights (11–1) Memphis Tigers (8–4)                          | UCF 56 Memphis 41               |
| SEC            | 1. Dezember  | Mercedes-Benz Stadium Atlanta, Georgia             | 1 Alabama Crimson Tide (12–0) 4 Georgia Bulldogs (11–1)            | Alabama 35 Georgia 28           |
| Mountain West  | 1. Dezember  | Albertsons Stadium Boise, Idaho                    | 25 Fresno State Bulldogs (10–2) 22 Boise State Broncos (10–2)      | Fresno St 19 (OT) Boise St 16   |
| Big Ten        | 1. Dezember  | Lucas Oil Stadium Indianapolis, Indiana            | 6 Ohio State Buckeyes (11–1) 21 Northwestern Wildcats (8–4)        | Ohio St 45 Northwestern 24      |
| ACC            | 1. Dezember  | Bank of America Stadium Charlotte, North Carolina  | 2 Clemson Tigers (12–0) Pittsburgh Panthers (7–5)                  | Clemson 42 Pittsburgh 10        |

## Bowl Spiele
Die Zahl der Bowl-Spiele blieb im Vergleich zum Vorjahr unverändert. In der Postseason wurden dadurch 78 Mannschaften zu 39 Bowl-Spielen eingeladen. Um zu einem Bowl-Spiel eingeladen werden zu können, war eine winning-percentage von .500 erforderlich. Dies bedeutet bei einem Spielplan mit elf oder zwölf Spielen mindestens sechs Siege und für eine Saison mit 13 Spielen mindestens sieben Siege. Auf Grundlage des CFP-Rankings wurden die Top-4-Teams in die College Football Playoffs eingeladen. Die zwei Sieger der Halbfinals qualifizierten sich für das 40-Bowl-Spiel, das College Football Playoff National Championship Game. Die Halbfinalspiele sind außerdem ein Teil der New Years Six bowls, welche die bedeutendsten Bowl Spiele umfassen. Zu diesen wurden neben den Top 4 Teams weitere Teams mit hoher Platzierung im Ranking eingeladen. Mindestens ein Team muss dabei aus einer Group of Five Conference (AAC, Conference USA, Mountain-West, Mid-American, Sun Belt) stammen.

### Bowl-Berechtigungen
Von den 130 an der Saison teilnehmenden Teams waren 82 zu einer Bowl-Teilnahme berechtigt. Die Zahl der berechtigten Teams überstieg somit die Zahl der verfügbaren Bowl-Plätze, wodurch vier Teams mit Berechtigung keine Einladung zu einem Bowl erhielten.

#### Bowl-berechtigte Mannschaften
- AAC (7): Cincinnati, Houston, Memphis, South Florida, Temple, Tulane, UCF
- ACC (11): Boston College, Clemson, Duke, Georgia Tech, Miami, NC State, Pittsburgh, Syracuse, Virginia, Virginia Tech, Wake Forest
- Big 12 (7): Baylor, Iowa State, Oklahoma, Oklahoma State, TCU, Texas, West Virginia
- Big Ten (9): Iowa, Michigan, Michigan State, Minnesota, Northwestern, Ohio State, Penn State, Purdue, Wisconsin
- Conference USA (7): FIU, Louisiana Tech, Marshall, Middle Tennessee, North Texas, Southern Miss*, UAB
- Independent (3): Army, BYU, Notre Dame
- MAC (7): Buffalo, Eastern Michigan, Miami (OH)*, Northern Illinois, Ohio, Toledo, Western Michigan
- Mountain West (7): Boise State, Fresno State, Hawaii, Nevada, San Diego State, Utah State, Wyoming*
- Pac-12 (7): Arizona State, California, Oregon, Stanford, Utah, Washington, Washington State
- SEC (11): Alabama, Auburn, Florida, Georgia, Kentucky, LSU, Mississippi State, Missouri, South Carolina, Texas A&M, Vanderbilt
- Sun Belt (6): Appalachian State, Arkansas State, Georgia Southern, Louisiana, Louisiana–Monroe*, Troy

* = erhielten keine Bowl Einladung. 

Vorhandene Bowl-Plätze: 78

Bowl-berechtigte Mannschaften: 82

#### Bowl-berechtigte Mannschaften die keine Einladung erhielten
Die folgenden Teams wurden trotz Berechtigung nicht zu einem Bowl eingeladen:
- Louisiana–Monroe
- Miami (OH)
- Southern Miss
- Wyoming

#### Bowl-unberechtigte Mannschaften
- ACC (3): Florida State, Louisville, North Carolina
- AAC (5): Connecticut, East Carolina, Navy, Tulsa, SMU
- Big 12 (3): Kansas, Kansas State, Texas Tech
- Big Ten (5): Illinois, Indiana, Maryland, Nebraska, Rutgers
- Conference USA (7): Charlotte, Florida Atlantic, Old Dominion, Rice, UTEP, UTSA, Western Kentucky
- Independent (3): Liberty*, New Mexico State, UMass
- MAC (5): Akron, Ball State, Bowling Green, Central Michigan, Kent State
- Mountain West (5): Air Force, Colorado State, New Mexico, San Jose State, UNLV
- Pac-12 (5): Arizona, Colorado, Oregon State, UCLA, USC
- SEC (3): Arkansas, Ole Miss**, Tennessee
- Sun Belt (4): Coastal Carolina, Georgia State, South Alabama, Texas State

Bowl-unberechtigte Mannschaften: 48
* Liberty ist aufgrund des Wechsels von FCS zu FBS erst ab der Saison 2019 Bowl-berechtigt.
** Ole Miss ist in den Spielzeiten 2017 und 2018 für eine Bowl-Teilnahme gesperrt. Aufgrund eines 5-7 Record war man jedoch auch nicht zur Teilnahme berechtigt.

### CFP-Ranking
Ab dem 30. Oktober, folgend auf die Spiele in Woche 9, wurde vom College Football Playoff selection committee wöchentlich ein Ranking über die Top 25 Mannschaften erstellt. Die endgültige Rangliste wurde am 2. Dezember nach den Conference Championship Spielen veröffentlicht. Die Top 4 Teams qualifizierten sich für die Teilnahme an den College Football Playoffs.
| Rank | Woche 9, 30.10.2018     | Woche 10, 6.11.2018     | Woche 11, 13.11.2018    | Woche 12, 20.11.2018    | Woche 13, 27.11.2018    | Woche 14, 2.12.2018     |
| 1    | Alabama (8–0)           | Alabama (9–0)           | Alabama (10–0)          | Alabama (11–0)          | Alabama (12–0)          | Alabama (13–0)          |
| 2    | Clemson (8–0)           | Clemson (9–0)           | Clemson (10–0)          | Clemson (11–0)          | Clemson (12–0)          | Clemson (13–0)          |
| 3    | LSU (7–1)               | Notre Dame (9–0)        | Notre Dame (10–0)       | Notre Dame (11–0)       | Notre Dame (12–0)       | Notre Dame (12–0)       |
| 4    | Notre Dame (8–0)        | Michigan (8–1)          | Michigan (9–1)          | Michigan (10–1)         | Georgia (11–1)          | Oklahoma (12–1)         |
| 5    | Michigan (7–1)          | Georgia (8–1)           | Georgia (9–1)           | Georgia (10–1)          | Oklahoma (11–1)         | Georgia (11–2)          |
| 6    | Georgia (7–1)           | Oklahoma (8–1)          | Oklahoma (9–1)          | Oklahoma (10–1)         | Ohio State (11–1)       | Ohio State (12–1)       |
| 7    | Oklahoma (7–1)          | LSU (7–2)               | LSU (8–2)               | LSU (9–2)               | Michigan (10–2)         | Michigan (10–2)         |
| 8    | Washington State (7–1)  | Washington State (8–1)  | Washington State (9–1)  | Washington State (10–1) | UCF (11–0)              | UCF (12–0)              |
| 9    | Kentucky (7–1)          | West Virginia (7–1)     | West Virginia (8–1)     | UCF (10–0)              | Florida (9–3)           | Washington (10–3)       |
| 10   | Ohio State (7–1)        | Ohio State (8–1)        | Ohio State (9–1)        | Ohio State (10–1)       | LSU (9–3)               | Florida (9–3)           |
| 11   | Florida (6–2)           | Kentucky (7–2)          | UCF (9–0)               | Florida (8–3)           | Washington (9–3)        | LSU (9–3)               |
| 12   | UCF (7–0)               | UCF (8–0)               | Syracuse (8–2)          | Penn State (8–3)        | Penn State (9–3)        | Penn State (9–3)        |
| 13   | West Virginia (6–1)     | Syracuse (7–2)          | Florida (7–3)           | West Virginia (8–2)     | Washington State (10–2) | Washington State (10–2) |
| 14   | Penn State (6–2)        | NC State (6–2)          | Penn State (7–3)        | Texas (8–3)             | Texas (9–3)             | Kentucky (9–3)          |
| 15   | Utah (6–2)              | Florida (6–3)           | Texas (7–3)             | Kentucky (8–3)          | Kentucky (9–3)          | Texas (9–4)             |
| 16   | Iowa (6–2)              | Mississippi State (6–3) | Iowa State (6–3)        | Washington (8–3)        | West Virginia (8–3)     | West Virginia (8–3)     |
| 17   | Texas (6–2)             | Boston College (7–2)    | Kentucky (7–3)          | Utah (8–3)              | Utah (9–3)              | Utah (9–4)              |
| 18   | Mississippi State (5–3) | Michigan State (6–3)    | Washington (7–3)        | Mississippi State (7–4) | Mississippi State (8–4) | Mississippi State (8–4) |
| 19   | Syracuse (6–2)          | Texas (6–3)             | Utah (7–3)              | Northwestern (7–4)      | Texas A&M (8–4)         | Texas A&M (8–4)         |
| 20   | Texas A&M (5–3)         | Penn State (6–3)        | Boston College (7–3)    | Syracuse (8–3)          | Syracuse (9–3)          | Syracuse (9–3)          |
| 21   | NC State (5–2)          | Iowa (6–3)              | Mississippi State (6–4) | Utah State (10–1)       | Northwestern (8–4)      | Fresno State (11–2)     |
| 22   | Boston College (6–2)    | Iowa State (5–3)        | Northwestern (6–4)      | Texas A&M (7–4)         | Boise State (10–2)      | Northwestern (8–5)      |
| 23   | Fresno State (7–1)      | Fresno State (8–1)      | Utah State (9–1)        | Boise State (9–2)       | Iowa State (7–4)        | Missouri (8–4)          |
| 24   | Iowa State (4–3)        | Auburn (6–3)            | Cincinnati (9–1)        | Pittsburgh (7–4)        | Missouri (8–4)          | Iowa State (8–4)        |
| 25   | Virginia (6–2)          | Washington (7–3)        | Boise State (8–2)       | Iowa State (6–4)        | Fresno State (10–2)     | Boise State (10–3)      |

### New Years Six und College Football Playoffs
| Datum        | Spiel                                               | Austragungsort                                 | Teams                                                      | Conference      | Ergebnis                    |
| ------------ | --------------------------------------------------- | ---------------------------------------------- | ---------------------------------------------------------- | --------------- | --------------------------- |
| 29. Dezember | Peach Bowl                                          | Mercedes-Benz Stadium Atlanta, Georgia         | 10 Florida Gators (9–3) 7 Michigan Wolverines (10–2)       | SEC Big Ten     | Florida 41 Michigan 15      |
| 29. Dezember | Cotton Bowl Classic (Playoff Halbfinale)            | AT&T Stadium Arlington, Texas                  | 2 Clemson Tigers (13–0) 3 Notre Dame Fighting Irish (12–0) | ACC Independent | Clemson 30 Notre Dame 3     |
| 29. Dezember | Orange Bowl (Playoff Halbfinale)                    | Hard Rock Stadium Miami Gardens, Florida       | 1 Alabama Crimson Tide (13–0) 4 Oklahoma Sooners (12–1)    | SEC Big 12      | Alabama 45 Oklahoma 34      |
| 1. Januar    | Fiesta Bowl                                         | State Farm Stadium Glendale, Arizona           | 11 LSU Tigers (9–3) 8 UCF Knights (12–0)                   | SEC American    | LSU 40 UCF 32               |
| 1. Januar    | Rose Bowl                                           | Rose Bowl Pasadena, Kalifornien                | 6 Ohio State Buckeyes (12–1) 9 Washington Huskies (10–3)   | Big Ten Pac-12  | Ohio State 28 Washington 23 |
| 1. Januar    | Sugar Bowl                                          | Mercedes-Benz Superdome New Orleans, Louisiana | 15 Texas Longhorns (9–4) 5 Georgia Bulldogs (11–2)         | Big 12 SEC      | Texas 28 Georgia 21         |
| 7. Januar    | College Football Playoff National Championship Game | Levi’s Stadium Santa Clara, Kalifornien        | 2 Clemson Tigers (14–0) 1 Alabama Crimson Tide (14–0)      | ACC SEC         | Clemson 44 Alabama 16       |